# Al-Sijzi
Abu Sa'id Ahmed ibn Mohammed ibn Abd al-Jalil al-Sijzi (abrégé de al-Sijistani) fut un mathématicien persan.
Le Sijistan, qui vient du mot Sagz, est une région au sud-est et à l’est de l’actuel Iran. Elle est mentionnée en abondance dans le Shâh Nâmeh. Sijzi fut mathématicien et réalisa une étude spéciale des intersections de sections coniques et de cercles. Il remplaça la vieille trisection cinématique d’un angle par une solution purement géometrique (intersection d’un cercle et d’une hyperbole équilatérale).
On pense qu’Al-Sijzi est né vers 945 et a vécu jusque vers 1020. Sa principale activité scientifique fut l’astronomie. Il avait une connaissance approfondie de la littérature qu’il utilisa à son avantage. Il dédia son œuvre au sultan bouyide Adud ad-Dawlah et au prince de Balkh. Il travailla aussi à Chiraz, y effectuant des observations astronomiques à partir de 969-970. Il fit également un gros travail en géométrie (Livre sur la mesure des sphères par des sphères).

## Sources
- (de) Suter, Heinrich : Die Mathematiker und Astronomen der Araber und ihre Werke (80-81, 224, 1900).